# Estampe de vieux maître

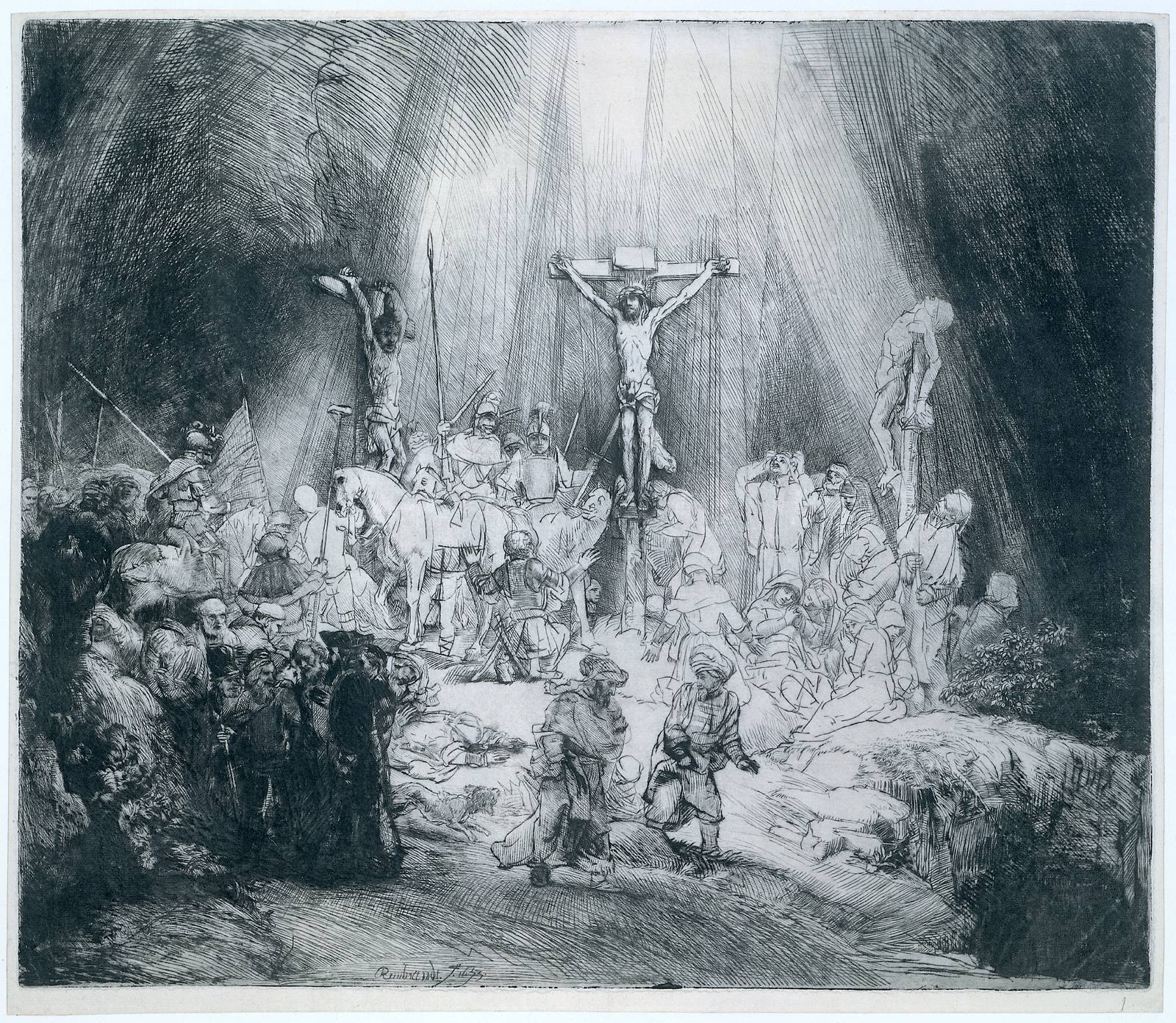
Les Trois Croix, gravure de Rembrandt, 1653, état 3/4.

On désigne dans le monde anglo-saxon par estampe de maître ancien (Old master print) une œuvre d’art produite par un procédé d'impression dans la tradition occidentale. Le terme est toujours d'actualité dans le marché de l'art, et il est difficile de distinguer les estampes d'art de celles à destination décorative, utilitaire ou encore de l'estampe populaire qui se sont rapidement développées en parallèle à partir du XVe siècle. Les estampes de cette époque sont suffisamment rares pour être classées « estampes de vieux maître », même si leur qualité artistique n'est pas très élevée. La date d'environ 1830 est le plus souvent prise comme butoir pour marquer la fin de la période dont les estampes peuvent porter cette appellation.
Les principales techniques concernées sont la xylographie, la chalcographie et la gravure (en particulier à l'eau-forte). À de rares exceptions comme des textiles tels que la soie ou le vélin, les impressions d'estampe de vieux maître sont faites sur du papier.
Cet article traite des aspects artistiques, historiques et sociaux du sujet, tandis que l'article « Gravure » décrit les techniques utilisées dans la réalisation d'estampe de vieux maître, quoique d'une perspective moderne.
Beaucoup de grands artistes européens, tels qu'Albrecht Dürer, Rembrandt et Francisco de Goya s'y sont consacrés. À leurs manières, leurs réputations internationales ont largement été le produit de leurs estampes, qui étaient beaucoup plus largement diffusées que leurs peintures. Les influences réciproques entre les artistes étaient également principalement transmises au-delà de leurs villes au moyen d'estampes. Aujourd'hui, grâce aux reproductions de photographies en couleur et aux galeries publiques, leurs peintures sont beaucoup plus connues, tandis que leurs impressions ne sont que rarement exposées, principalement pour des raisons de conservation.

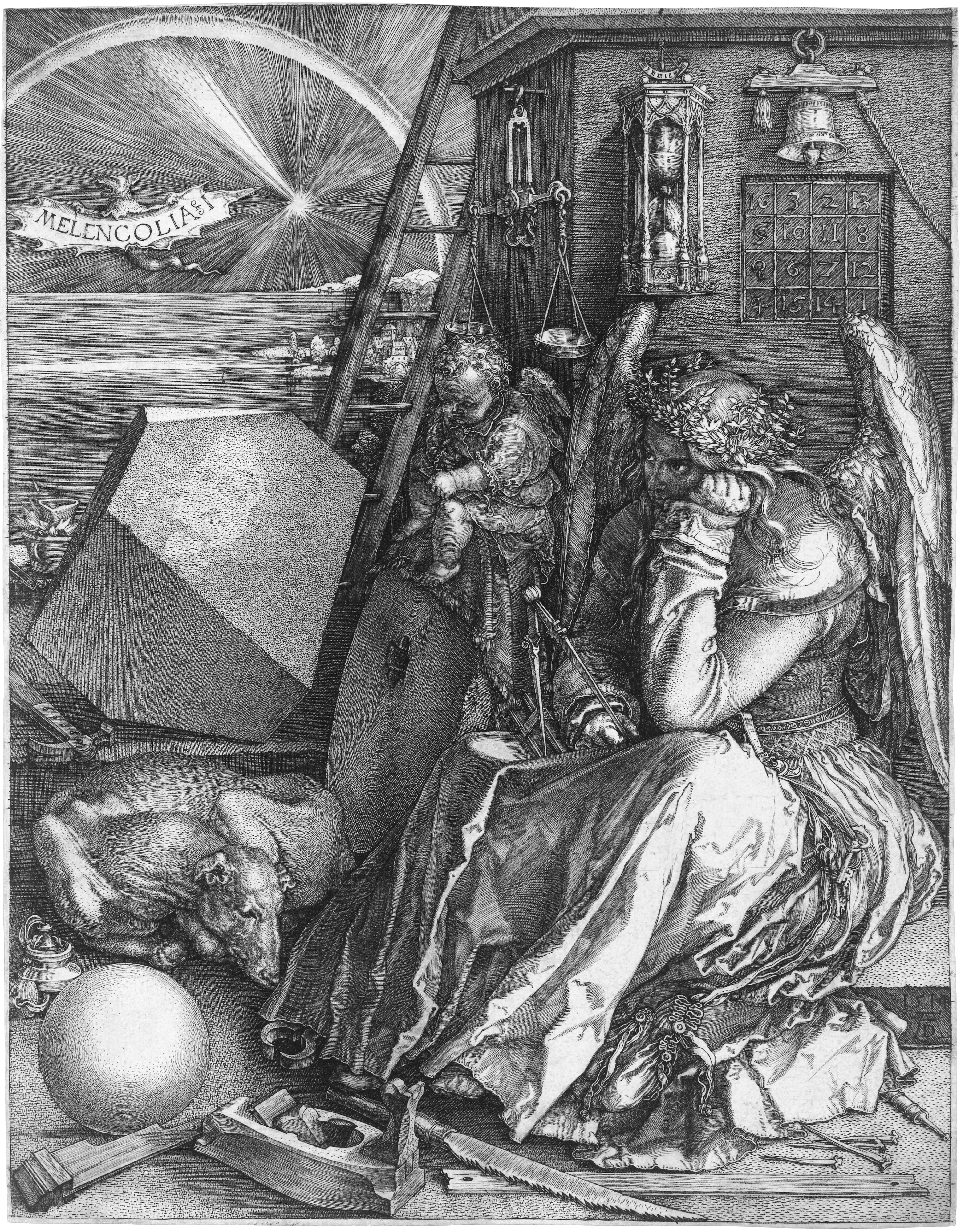
Melencolia I, 1514, gravure sur cuivre d'Albrecht Dürer.

## Histoire

### La gravure sur bois avant Albrecht Dürer

Ce portrait de donateur d'environ 1455 montre une estampe très colorée collée au mur avec de la cire. Petrus Christus, National Gallery of Art.

La plus vieille technique de gravure est la xylographie — ou impression au bloc de bois —, inventée comme méthode pour imprimer sur des vêtements puis du papier en Chine, et peut-être séparément dans l'Égypte de l'époque byzantine. Elle est arrivée en Europe sans doute par l'Italie vers la fin du XIIIe siècle, puis en Bourgogne et en Allemagne vers la fin du XIVe siècle. Des images religieuses et des cartes à jouer sont documentées comme étant produites sur papier, probablement imprimées par un Allemand à Bologne en 1395, mais aucune n'a été retrouvée. Cependant, les images européennes les plus impressionnantes à avoir survécu depuis le XIIIe siècle sont des impressions pour tapisserie, utilisées comme pendants sur des murs ou des meubles, ainsi que pour des autels et des lutrins. Certaines ont été utilisées comme modèles à broder. Des images religieuses étaient utilisées sur des bandages, afin de favoriser la guérison.
Les premières images imprimées étaient pour la plupart d'un grand niveau artistique, et étaient clairement pensées par des artistes ayant été formés à la peinture (murales, panneaux ou manuscrits). On ne sait pas s'ils avaient taillé les blocs eux-mêmes ou s'ils n'y avaient appliqué que l'encre pour qu'un autre procédât à la gravure. Au XVe siècle, le nombre d'estampes augmenta considérablement, profitant du fait que le papier était devenu disponible à tous et bon marché. Cependant, le niveau artistique baissa et les gravures sur bois de la deuxième moitié du siècle sont des images relativement crues. La grande majorité des estampes de cette époque ayant survécu sont des images religieuses. Leurs auteurs étaient parfois appelés « Faiseur de Jésus » ou « Faiseur de Saint » dans les documents. Concernant les manuscrits, les institutions monacales produisaient parfois et vendaient souvent des estampes. Aucune estampe n'a pu être attribuée à un artiste avant la fin du siècle,.
Le peu de preuves dont on dispose laisse penser que les estampes provenant de la gravure sur bois devinrent assez habituelles et bon marché au XVe siècle, au point que des ouvriers qualifiés pouvaient s'en procurer (c'étaient les estampes populaires, des caricatures sur la vie politique ou religieuse, ede faible qualité artistique et destinées à être distribuées au plus grand nombre). Par exemple, ce qui a probablement été la première estampe italienne ayant survécu, la Madonna du Feu, était accrochée par un clou à un mur d'une petite école de Forlì en 1428. Cette école prit feu, et la foule des curieux vit l'estampe survoler le feu pour tomber dans la foule. Cet événement fut considéré comme une échappée miraculeuse et l'estampe fut emmenée à la cathédrale de Forlì, où elle est toujours conservée. Comme la plupart des estampes d'avant 1460, une seule épreuve a survécu.

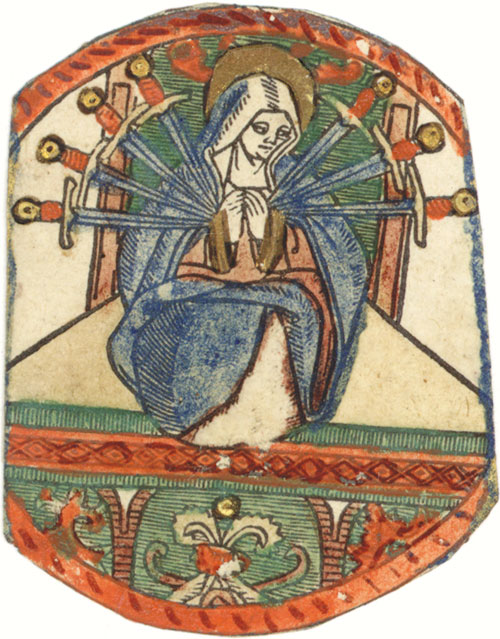
Anonyme allemand, Vierge des Sept Douleurs, vers 1480, gravure sur bois avec coloration à la main et inclusion de points d'or,.

Les blocs de bois sont imprimés avec une légère pression et sont capables d'imprimer plusieurs milliers d'épreuves. Beaucoup d'estampes étaient coloriées à la main, le plus souvent à l'aquarelle ; d'ailleurs, le coloriage à la main des estampes a perduré au travers des siècles, bien que certains négociants se soient séparés de beaucoup d'entre elles. L'Italie, l'Allemagne, la France et les Pays-Bas étaient les principales régions de production ; l'Angleterre ne semble pas avoir produit d'estampe avant environ 1480. Cependant, ces épreuves sont faciles à transporter et étaient diffusées dans toute l'Europe. Un document vénitien de 1441 se plaint des importations bon marché de cartes à jouer, altérant ainsi le marché local.
Les incunables xylographiques étaient une forme populaire de petit livre dans lesquels une page avec une image et du texte était imprimée à partir d’un même bloc de bois. Ils étaient beaucoup moins chers que des livres manuscrits et étaient principalement produits aux Pays-Bas. L’« art de mourir » (Ars moriendi) était le plus célèbre ; treize ensembles de blocs de bois différents sont connus. Beaucoup plus légère techniquement, la gravure sur bois peut facilement être imprimée avec des caractères mobiles, et après que cette invention est arrivée en Europe vers 1450, les imprimeurs les ont rapidement incluses dans leurs livres. Par ailleurs, certains propriétaires de livres ont par ailleurs aussi collé des impressions dans des livres de prière en particulier. Les cartes à jouer étaient un autre exemple notable d’utilisation d’impressions, et les versions françaises sont la base des jeux traditionnels encore utilisés de nos jours.
Vers la fin de ce siècle, il y avait une grande demande de gravures sur bois pour des illustrations d’ouvrages, et en Allemagne et en Italie, les standards des estampes haut de gamme se sont considérablement améliorés. Nuremberg était le plus grand centre de publication allemande, et Michael Wolgemut le maître du plus grand atelier où ont eu lieu de nombreux projets, dont la gigantesque Chronique de Nuremberg,,. Albrecht Dürer était un apprenti de Wolgemut lors des premières étapes du projet, et était le filleul d’Anton Koberger, son imprimeur et éditeur. La carrière de Dürer fut d’élever l’art de la gravure sur bois à son plus haut développement,.

### La gravure allemande avant Dürer

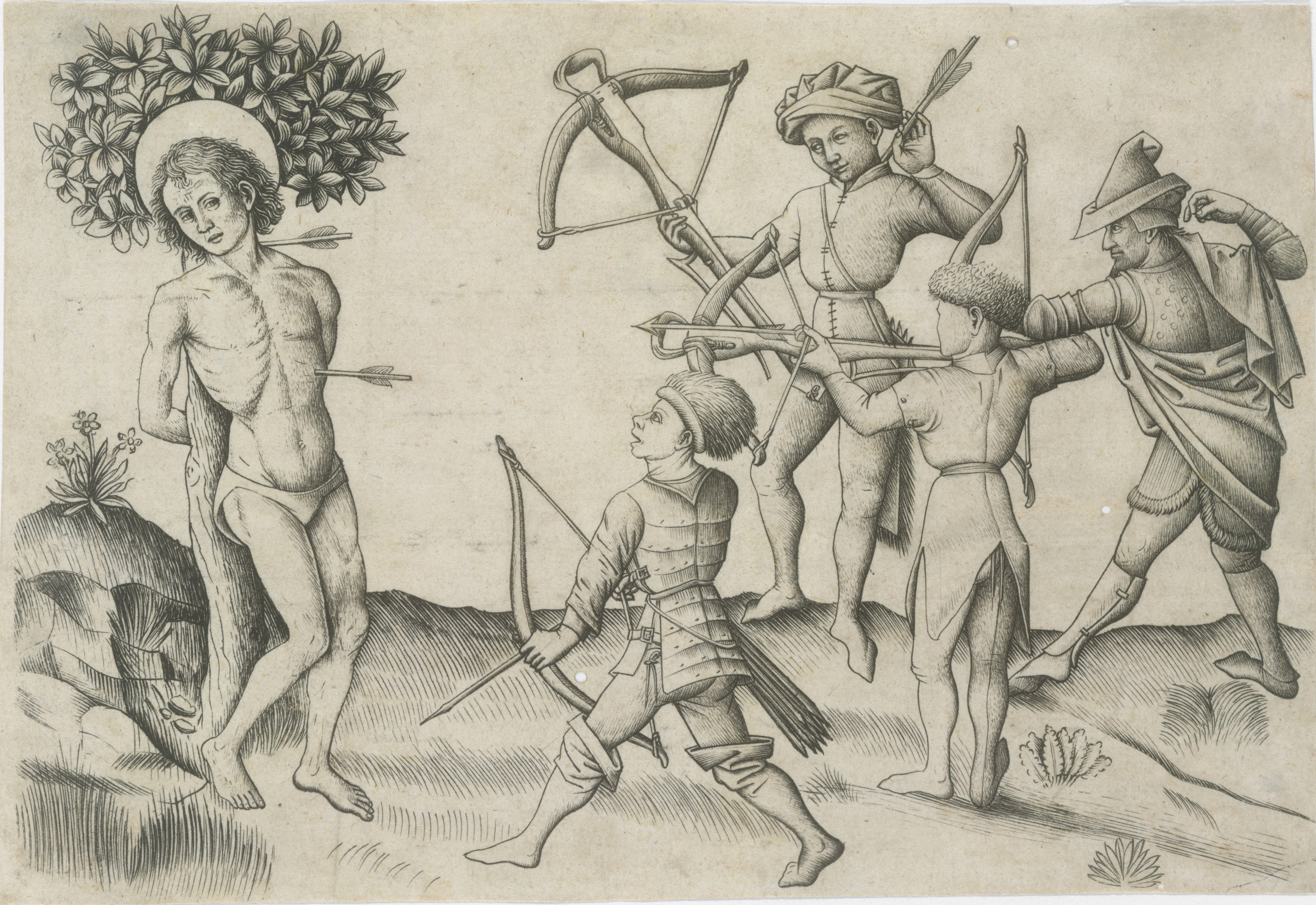
Martyre de saint Sébastien, gravure du Maître des Cartes à jouer, vers 1445.

La gravure sur métal faisait partie de l’artisanat des orfèvres tout au long du Moyen Âge, et l’idée d’imprimer des motifs gravés sur du papier commença probablement comme une méthode pour archiver les motifs des pièces qu’ils avaient vendues. Certains artistes, formés pour être peintre, furent sollicités à partir des années 1450-1460, bien que de nombreux graveurs provenaient toujours de l’orfèvrerie.
Au début, graver était la responsabilité des négociants de luxe, au contraire de la xylographie, pour laquelle au moins la taille du bloc de bois était associée aux plus basses couches du négoce de la charpente, et éventuellement de la taille sur bois en sculpture.
Les gravures devinrent également et rapidement importantes pour servir de modèle pour d’autres artistes, en particulier pour les peintres et les sculpteurs. De nombreuses œuvres survécurent, en particulier dans de petites villes, qui prenaient leurs compositions directement des impressions. Servir de modèle pour les artistes pourrait avoir été la raison première de la création de nombreuses impressions, en particulier les nombreuses séries de figures des douze apôtres.
Bien que la plupart des gravures ayant survécu soient de sujet religieux, elles montrent une plus grande proportion d’images séculières que d’autres types d’art de cette période, incluant la gravure sur bois. C’est certainement en partie à cause du faible taux de survie de la population ; bien que des maisons de bonne famille du XVe siècle conservaient des images séculières sur les murs (à l’intérieur comme à l’extérieur), de même que des tapisseries accrochées aux murs, ces types d’images ont survécu en petit nombre. L’Église travaillait beaucoup à la conservation de ces images. Les gravures étaient relativement chères et vendues aux classes moyennes urbaines qui avaient afflué à la périphérie des villes qui s’étaient étendues de la partie des Pays-Bas située sous le Rhin à l’Allemagne du sud, la Suisse et l’Italie du nord. Le terme de « gravure » y était là-bas aussi utilisé pour le même type d’image que les gravures sur bois, les images de dévotion notables ainsi que les cartes à jouer, mais beaucoup semblaient avoir été rassemblées pour les ranger hors de vue dans des albums ou livres, à juger par l’excellent état de conservation de beaucoup des pièces de papier de plus de 500 ans.

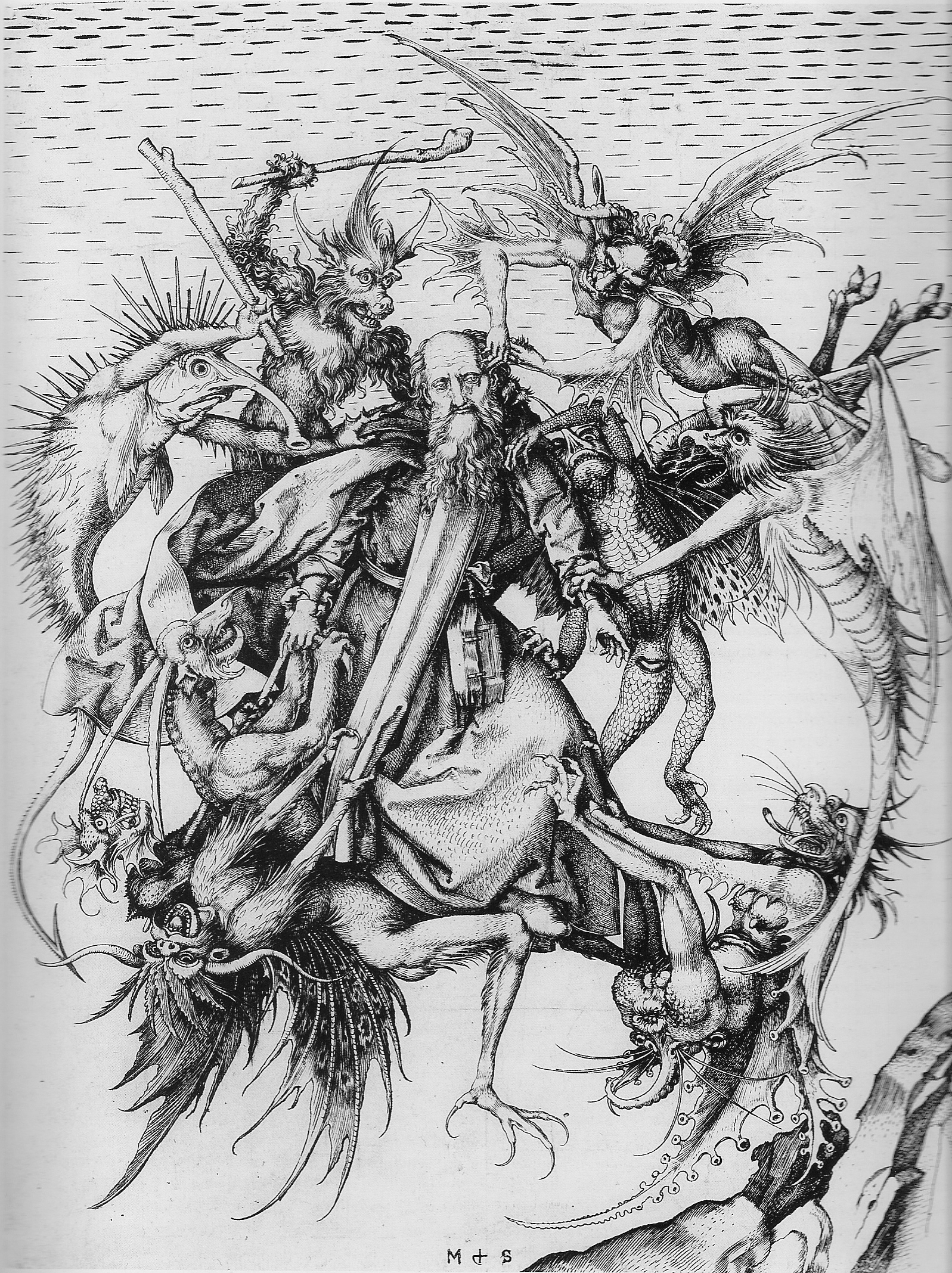
La Tentation de saint Antoine, de Martin Schongauer.

Contrairement à la xylographie, on peut trouver des artistes identifiables depuis le début. L'allemand — ou suisse-allemand — Maître des Cartes à jouer était actif vers les années 1440 au moins, et était clairement un peintre formé,. Le Maître E. S., originellement orfèvre, était un graveur prolifique. Actif entre 1450 et 1467, il fut le premier à signer ses estampes d'un monogramme sur la plaque. Il fit de grandes avancées techniques qui permirent de réaliser plusieurs impressions à partir d'une même plaque. Beaucoup de ses œuvres ont encore aujourd'hui beaucoup de charme, et les sujets comiques séculiers qu'il a gravés ne sont pratiquement jamais retrouvés dans des peintures de cette époque. De même que les impressions d'Otto en Italie, la plupart de son travail se voulait attrayant pour les femmes,,,,.
Le premier artiste majeur à graver était Martin Schongauer (vers (1450-1491) ; il travaillait dans le sud de l'Allemagne et était également un peintre renommé. Son père et son frère étaient orfèvres, alors il est fort probable qu'il eut rapidement expérimenté le burin. Ses 116 gravures sont d'une remarquable autorité et beauté et devinrent célèbres en Italie et dans le nord de l'Europe ; elles furent d'ailleurs abondamment copiées par d'autres graveurs. Schongauer développa la technique de la gravure, en particulier en affinant la hachure pour mieux représenter le volume et les ombres, uniquement au moyen de traits linéaires,,,,.
L'autre artiste notable de cette période est connu comme le Maître du Livre de Raison. C'était un artiste allemand très talentueux, également connu pour ses dessins, en particulier ceux de l'album du Livre de Raison, duquel on a tiré son nom. Ses gravures étaient exclusivement faites en pointe sèche, grattant ses lignes sur la plaque pour laisser une ligne beaucoup moins profonde qu'un buriniste pourrait obtenir ; il est probable que ce soit lui qui ait inventé cette technique. En conséquence, seules quelques impressions ont pu être produites à partir de chaque matrice — qui devaient être au nombre de vingt, environ — bien que certaines d'entre elles furent retravaillées pour prolonger leur temps d'exploitation. Malgré ces limitations, ses estampes étaient très bien diffusées, car de nombreuses copies de la main d'autres graveurs ont été trouvées, ce qui est typique des estampes admirées jusqu'à au moins 1520 ; il n'y avait par ailleurs aucun concept tel que le droit d'auteur qui pût supposer une contrainte. Beaucoup des compositions des estampes du Maître du Livre de Raison ne sont connues que grâce aux copies, car aucune des originales présumées n'ont survécu — une grande proportion de ses estampes originales ne furent, selon ce que l'on sait, imprimées qu'une fois. La plus grande collection sur cet artiste est conservée à Amsterdam : les œuvres y étaient probablement conservées comme une collection, peut-être par l'artiste lui-même, depuis l'époque de leur création,.

Le premier autoportrait, par le premier homme d'affaires de l'histoire de la gravure, Israhel van Meckenem, ici avec sa femme.

Israhel van Meckenem était un graveur originaire de la frontière entre l'Allemagne et les Pays-Bas, probablement formé par le Maître E. S., qui a dirigé l'atelier de gravure le plus productif du siècle, entre environ 1465 et 1503. Il a produit plus de six cents plaques, la plupart des copies d'autres estampes, et était très sophistiqué dans l’auto-présentation, signant ses estampes tardives de ses nom et ville, et produisant le premier autoportrait gravé de l'histoire, où il figure avec sa femme. Certaines plaques semblent avoir été retravaillées plus d'une fois par son atelier, ou produites dans plusieurs versions. De nombreuses estampes ont survécu, ce qui fait penser que son habileté à diffuser et vendre ses estampes était très sophistiquée. Ses propres compositions sont souvent très vivantes, et montrent un grand intérêt pour la vie séculière de son époque,.

### La gravure italienne primitive
La xylographie et la gravure apparurent dans le nord de l'Italie quelques décennies après leur invention au nord des Alpes. D'utilisations et caractéristiques similaires, elles avaient cependant des styles artistiques significativement opposés, avec depuis le début une plus grande proportion de sujets séculiers. La première xylographie italienne connue a été mentionnée plus haut, et la gravure arriva probablement d'abord à Florence dans les années 1440. Vasari fit de l'orfèvre Maso Finiguerra (1426-1464) l'inventeur de la technique de gravure, en essayant d'appliquer la technique du niellage pour finalement obtenir la gravure en taille-douce. Plusieurs de ses complexes scènes religieuses au niello furent de grande influence pour le style florentin de gravure ; des estampes sur papier et des moulages de soufre ont survécu,.

#### Florence

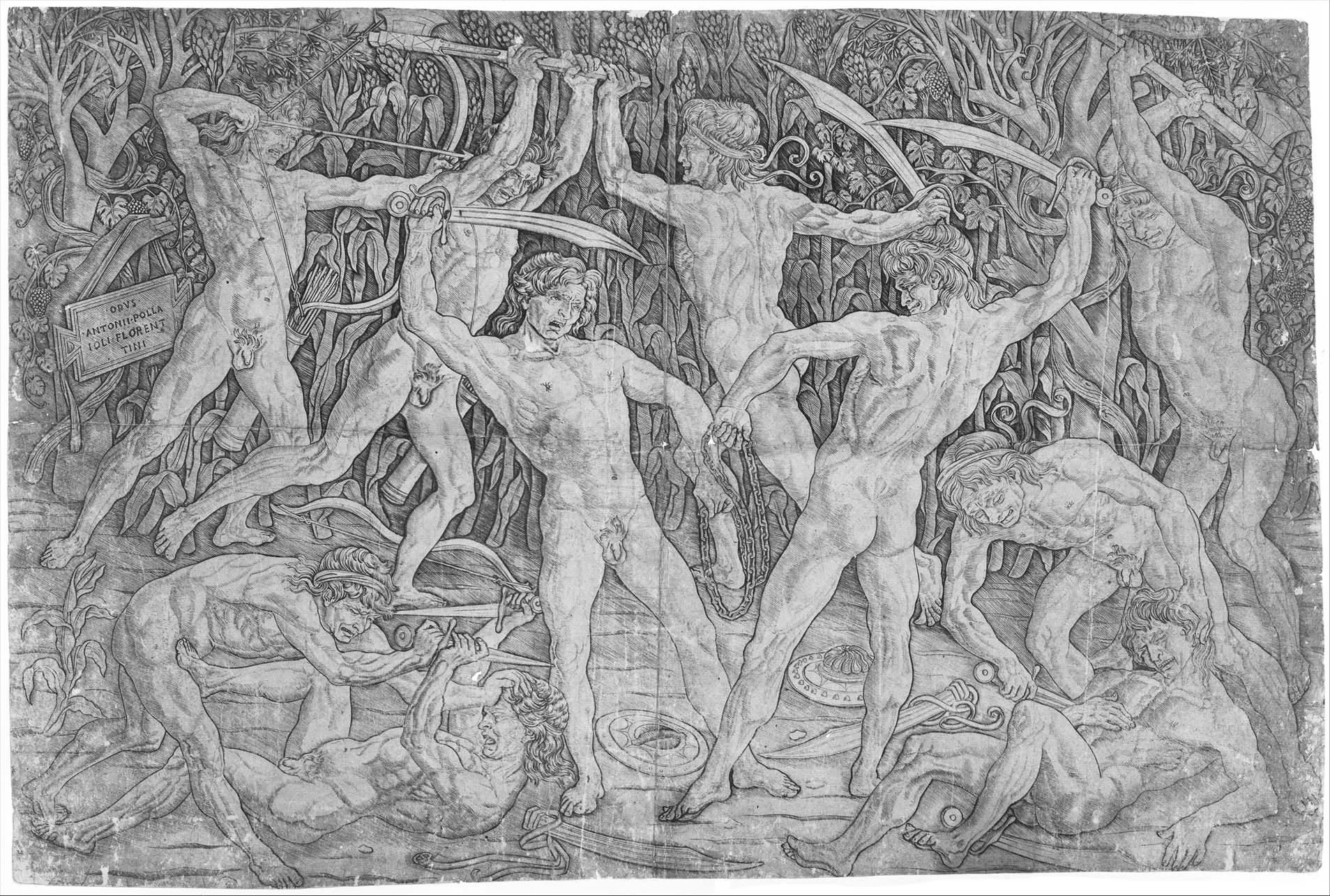
Combat d'hommes nus de Antonio Pollaiuolo.

Pendant que les gravures allemandes apparaissaient dans un contexte gothique, les italiennes provenaient elles de la Renaissance primitive, et depuis le début, les estampes étaient plus larges, d'une atmosphère plus ouverte et de sujets classiques et exotiques. Elles sont travaillées de façon moins dense et n'utilisent pas la hachure. À partir des années 1460-1490, deux styles se développèrent à Florence, qui resta le plus grand centre de gravure italienne. Ces styles sont appelés « Manière fine » et « Manière large », faisant référence à l'épaisseur des lignes utilisées. Les artistes principaux de la manière fine sont Baccio Baldini et le Maître de la Passion de Vienne, et ceux de la manière large sont Francesco Rosselli et Antonio Pollaiuolo, dont la seule estampe est Combat d'hommes nus, le chef-d'œuvre de la gravure florentine du XVe siècle,. Pollaiuolo y utilise un nouveau coup de retour en zigzag pour la modélisation qu'il a probablement inventé.
Le British Museum conserve une collection d'estampes florentines connues sous le nom de « Otto Prints », d'après le propriétaire antérieur de la plupart d'entre elles. Il s'agissait probablement de modèles, surtout ronds et ovales, servant à la décoration des bords intérieurs de coffrets, principalement d'usage féminin. Il semblerait que ces coffrets, très décorés, auraient été offerts à des mariages. Le sujet traité et leur exécution suggèrent qu'ils étaient destinés à plaire aux goûts féminins de la classe moyenne ; les couples amoureux et les chérubins abondent, et une allégorie montre un jeune homme presque nu attaché à un poteau et battu par plusieurs femmes,.

#### Ferrara
Un autre centre italien primitif notable est Ferrara, à partir des années 1460. Il a probablement produit les deux jeux de cartes appelées « Mantegna Tarocchi », qui ne sont en fait pas des cartes à jouer mais une sorte d'outil éducatif pour jeunes humanistes composé de 50 cartes représentant des planètes, Apollon, les Muses, des personnifications des sept arts libéraux et des quatre vertus cardinales, de même que les « Conditions Humaines » du paysan au Pape,.

#### Mantegna à Mantoue

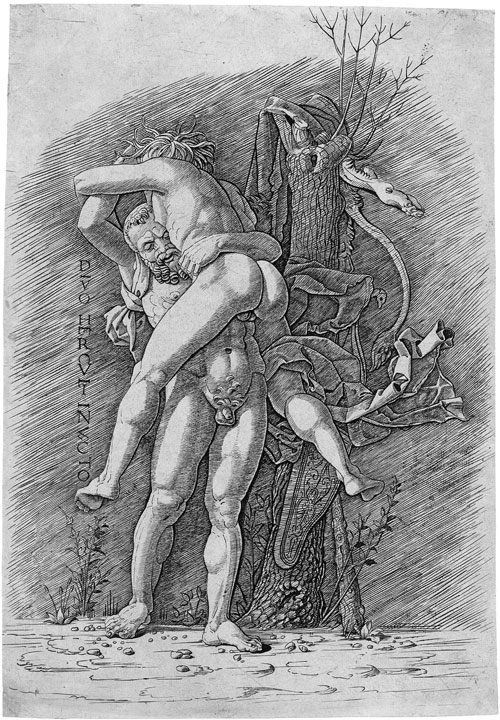
Hercule et Antée, 1490-1500, école de Mantegna.

Andrea Mantegna, formé à Padoue puis installé à Mantoue, était la figure la plus influente de la gravure italienne du XVe siècle, bien qu'il soit toujours débattu s'il a effectivement gravé ses plaques lui-même. Un nombre important de gravures a longtemps été attribué à cette école ou atelier, dont seulement sept lui sont en général attribuées. Le groupe entier constitue un véritable groupe stylistique cohérent et reflète clairement son style en peinture et en dessin, ou sur des copies de ses œuvres. Elles semblent dater d'à partir de la fin des années 1460,,.

### L'impact de Dürer
Lors des cinq dernières années du XVe siècle, Albrecht Dürer commença à produire, dans son atelier de Nuremberg, des gravures sur bois de la plus grande qualité qui se sont diffusées très rapidement dans les centres artistiques européens. Vers 1505, la plupart des jeunes graveurs passèrent par une phase où ils copiaient directement des estampes ou de grandes parties des paysages en arrière-plan de Dürer, avant d'essayer de copier ses avancées techniques dans leur style propre. Copier des estampes était accepté et était déjà une grande partie de la culture de l'impression, mais aucune ne l'était aussi fréquemment que celles de l'Allemand,,,.
Dürer était également peintre, mais peu de ses peintures purent être vues, excepté par ceux qui disposaient des bonnes connexions dans les maisons privées de Nuremberg. Sa façon d'agrandir si rapidement sa réputation sur tout le continent, à la manière de Schongauer et Mantegna, a largement été étudiée par d'autres peintres, qui ont ainsi grandement développé un nouvel intérêt pour la gravure,,.

### L'Italie, de 1500 à 1515
Pendant une brève période, certains artistes, qui commencèrent par copier Dürer, firent des estampes de qualité en développant leur style propre. Parmi eux, Giulio Campagnola, qui sut traduire en gravure le nouveau style que Giorgione et Titien avaient amené à la peinture vénitienne. Marcantonio Raimondi et Agostino Veneziano vécurent tous les deux à Venise avant de déménager à Rome, mais leurs gravures primitives montrent des tendances classiques ainsi qu'une influence nordique,. Les styles du florentin Cristofano Robetta (en) et du vicentin Benedetto Montagna sont basés sur la peinture italienne de leur époque avant d'être influencés par Giulio Campagnola,,.
Giovanni Battista Palumba, autrefois connu comme le « Maître IB avec l'Oiseau » à partir de son monogramme, était le plus important graveur sur bois italien de ces années. Il gravait des scènes mythologiques de charme, parfois même érotiques,.

### L'avènement des estampes de reproduction

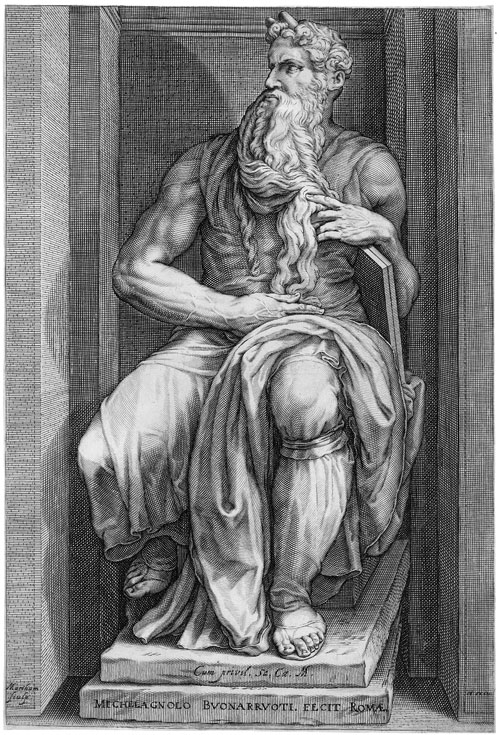
Gravure de Jacob Matham reproduisant la sculpture Moïse de Michel-Ange, 1593.

Les estampes copiant d'autres estampes étaient déjà communes, et beaucoup de celles datant du XVe siècle devaient avoir été des copies de peintures, quoique ne se contentant pas de n'être que de simples copies mais comme des images originales. L'atelier d'Andrea Mantegna produisit un grand nombre de gravures ou de dessins copiant son Triomphe de César, qui furent probablement les premières à chercher à être considérées comme des estampes de reproduction. Innovant rapidement dans cet art et suscitant de plus en plus d'intérêt critique de la part du public non professionnel, ces représentations fiables de peintures satisfaisaient un besoin évident. À l'époque, cette demande allait presque étouffer les estampes de vieux maître,. Dürer n'a jamais réalisé d'estampe d'après ses peintures, mais certains de ses portraits peints et gravés sont basés sur un même dessin.
L'étape suivante commença quand Titien (à Venise) et Raphaël (à Rome) cherchèrent à collaborer avec des graveurs pour faire des reproductions de leurs tableaux. Titien et son atelier travaillèrent avec Domenico Campagnola et d'autres sur des gravures sur bois, tandis que Raphaël travailla avec Raimondi — plusieurs des dessins préparatoires de Raphaël ont d'ailleurs survécu,. Plus tard, les peintures réalisées par l'École de Fontainebleau furent copiées en eaux-fortes, apparemment à l'occasion d'un bref programme organisé incluant les peintres eux-mêmes.
Les partenariats italiens étaient artistiquement et commercialement fructueux, et furent donc inévitablement attirés par d'autres graveurs qui ne faisaient que copier des peintures de façon indépendante. En Italie en particulier, ces estampes, de qualité très variable, finirent par dominer le marché et tendirent à repousser la gravure originale, qui déclina notablement à partir des années 1530-1540. Ainsi, certains éditeurs et négociants devinrent importants, en particulier les opérateurs néerlandais ou flamands tels que Philippe Galle ou Jérôme Cock, qui développèrent des réseaux de distribution internationaux et qui réalisaient de nombreuses commandes. Les conséquences du développement du marché de l'estampe sont sujettes à controverse auprès des spécialistes, mais il ne fait aucun doute que vers le milieu du XVIe siècle, le taux de gravures originales a considérablement baissé par rapport à la génération précédente, et en particulier en Allemagne.

### Le Nord après Dürer

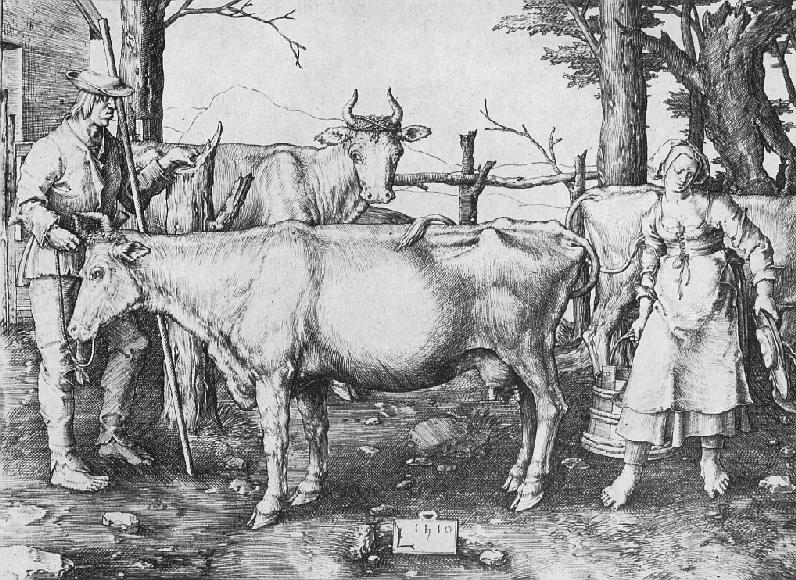
La Trayeuse, de Lucas van Leyden, 1510

Bien que pendant la première moitié du XVIe siècle, aucun artiste ne pouvait ignorer Dürer, plusieurs artistes n'avaient aucune difficulté à conserver des styles complètement différents, tout en continuant à subir son influence. Lucas Cranach l'Ancien n'avait qu'un an de moins que Dürer, mais il avait déjà la trentaine quand il commença à graver ; il le fit dans un intense style nordique inspiré de Matthias Grünewald. Il expérimenta très tôt la technique du clair-obscur en gravure sur bois. Une fois son style allégé et influencé par Dürer, il se concentra plutôt sur la peinture, de laquelle il devint l'une des figures principales de l'Allemagne protestante. Il légua par la suite son atelier basé en Saxe à son fils Lucas Cranach le Jeune.
Lucas van Leyden avait un grand talent naturel pour la gravure, et ses premières productions eurent beaucoup de succès. D'un traitement terrien et d'une technique brillante, il fut considéré comme le principal rival de Dürer dans le nord. Cependant, après une certaine grandeur italienne, ses estampes ultérieures baissèrent en qualité avec une technique appliquée à des compositions beaucoup moins dynamiques. Il travailla aussi avec l'eau-forte sur cuivre. Ses successeurs néerlandais continuèrent pendant un certain temps à rester sous l'influence de l'Italie, dont ils ont mis tout le siècle pour se défaire.
Albrecht Altdorfer produisit plusieurs estampes de style italianisant, mais il est surtout célèbre pour ses paysages de mélèzes et de sapins affaissés très nordiques, qui furent très innovateurs en peinture comme en gravure. Il fut parmi les aquafortistes primitifs les plus efficaces — cette technique avait alors a priori été récemment inventée pour la gravure (l'image imprimée) par Daniel Hopfer, un armurier d'Augsbourg. Ni Hopfer ni les autres membres de sa famille ayant perpétué son style étaient des artistes formés, mais beaucoup de leurs images avaient un grand charme, et leurs « estampes ornementales », essentiellement des motifs destinés à des artisans de tous bords, permirent de diffuser largement leur influence,,.
Hans Burgkmair d'Augsbourg, la ville voisine et rivale de Nuremberg, était légèrement plus vieux que Dürer et possédait plusieurs parallèles avec lui, ayant été formé par Martin Schongauer avant d'être parti en Italie, où il a élaboré sa propre synthèse des styles nordique et italien. Il l'appliqua en peinture et en gravure sur bois, le plus souvent pour des livres, mais produisant de nombreuses estampes sur feuille unique séparée. On lui attribue généralement l'invention de la gravure sur bois en clair-obscur colorée,. Hans Baldung fut l'élève de Dürer et chargé de l'atelier de Nuremberg pendant le second voyage de Dürer en Italie. Il n'eut aucune difficulté à conserver un style hautement personnel en gravure sur bois et produisit des images très puissantes visuellement. Urs Graf fut un mercenaire et graveur suisse qui inventa la technique de gravure sur bois en ligne blanche, avec laquelle il réalisa ses estampes les plus remarquables.

### Les petits maîtres

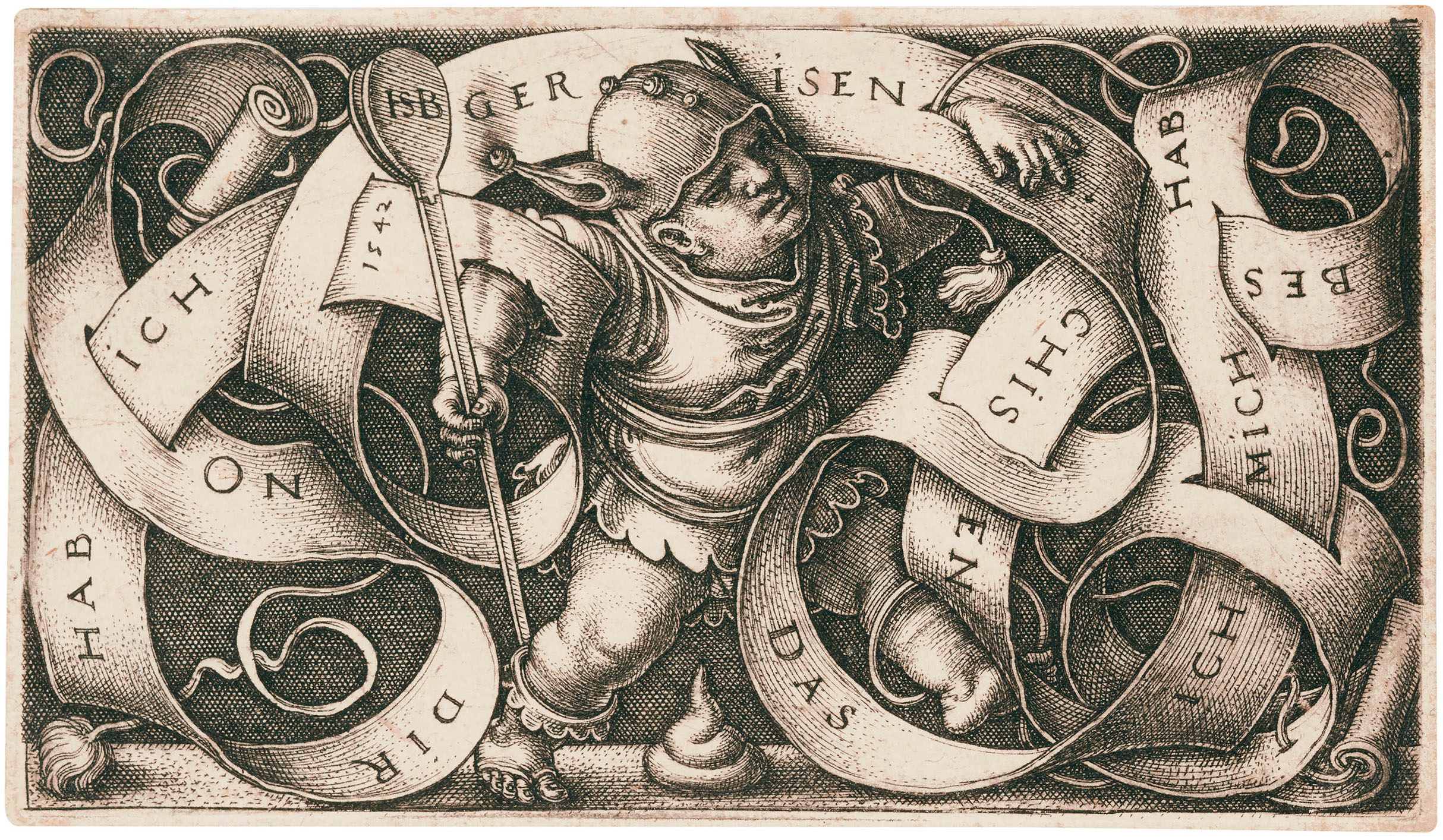
Le Petit Fou de Sebald Beham, 1542 (

Les Petits maîtres allemands sont un groupe de graveurs qui produisirent de très petites et très détaillées estampes plutôt destinées à un marché bourgeois. Ils combinaient des éléments de la miniature de Dürer et de Marcantonio Raimondi et concernaient des thèmes séculiers, souvent mythologiques et érotiques, plutôt que religieux. Les plus talentueux furent les frères Barthel et Sebald Beham. De même que Georg Pencz, ils sont de Nuremberg et furent excommuniés par le conseil de l'athéisme. L'autre membre principal de ce groupe était Heinrich Aldegraver, un luthérien convaincu à tendance anabaptiste, qui a semble-t-il alors été obligé de passer beaucoup de temps à produire des estampes ornementales,,.
Un autre protestant convaincu, Hans Holbein le Jeune, passa la plupart de sa carrière d'adulte en Angleterre, quoique son œuvre fut trop primitive pour supporter une imprimerie délicate. Hans Lützelburger, célèbre tailleur de blocs de bois, créa, à partir des motifs de Holbein, la célèbre série xylographique Danse de la mort. Une autre série de Holbein, constituée de 91 scènes de l'Ancien Testament, d'un style beaucoup plus simpliste, fut la plus populaire des tentatives de créer, de la part de plusieurs artistes, une imagerie religieuse protestante. Les deux séries furent créées en Suisse et publiées à Lyon par un éditeur allemand.
Après la mort de cette brillante génération, la qualité et la quantité de la gravure originale allemande souffrirent d'une étrange décadence ; peut-être qu'il fut difficile de faire perdurer un style nordique convaincant face aux impressionnantes productions italiennes. Les Pays-Bas devinrent plus importants pour leur production d'estampes et le restèrent jusqu'à la fin du XVIIIe siècle.

### Gravure maniériste

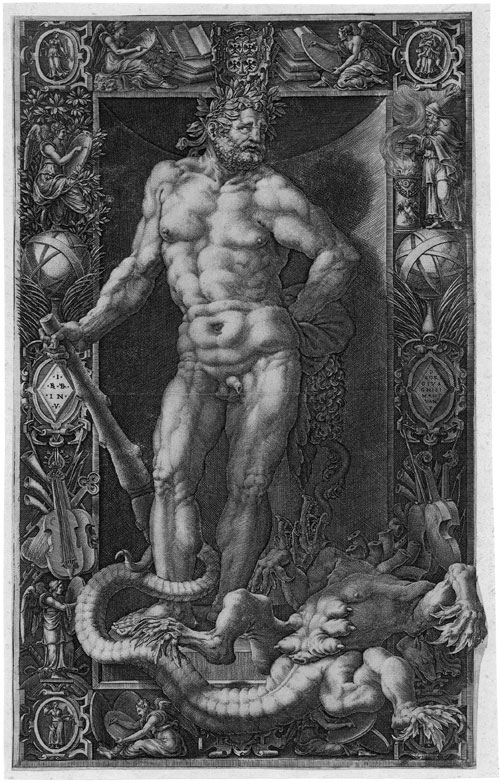
Hercules, gravure de Giorgio Ghisi, 1558.

#### En Italie
Certains graveurs italiens prirent une autre direction que celle de Raimondi et de ses suiveurs ou des Allemands, et utilisèrent la gravure comme moyen d'expérimentation et de travail très personnel. Parmigianino produisit plusieurs eaux-fortes et travailla étroitement avec Hugo de Carpi sur le clair-obscur dans la gravure.
Giorgio Ghisi était le principal graveur de l'école de Mantoue. La plupart de son œuvre gravé est de reproduction, mais ses estampes originales sont souvent très fines. Il visita Anvers, où il eut une réflexion sur le pouvoir qu'y avaient des éditeurs, qui en avaient fait le centre du marché européen de l'estampe. De nombreux graveurs, principalement des aquafortistes, continuèrent à produire d'excellentes gravures, mais souvent en marge de la peinture ou de la gravure de reproduction : Battista Franco, Andrea Schiavone, Federico Barocci et Ventura Salimbeni, qui n'aurait réalisé que neuf gravures. Annibal Carrache et son cousin Ludovic ne produisirent que quelques eaux-fortes intéressantes, tandis que le frère d'Annibal, Augustin, était principalement graveur. Les deux frères influencèrent Guido Reni et d'autres artistes italiens de toute la période baroque dans le siècle suivant,.

#### En France
Les artistes italiens connus comme l'« école de Fontainebleau » furent engagés dans les années 1530 par François 1er pour décorer le château de Fontainebleau. Au cours de ce long projet, des eaux-fortes furent produites dans des circonstances incertaines, mais il semblerait que cela ait eu lieu à Fontainebleau et majoritairement dans les années 1540 afin de sauvegarder des copies de peintures murales et des plâtrages du château (qui ont désormais pratiquement tous disparu). Ces gravures sont techniquement assez pauvres mais les meilleures évoquent l'atmosphère étrange et sophistiquée de l'époque. Elles sont principalement le fait de Léon Davent d'après des dessins du Primatice. Plusieurs des artistes, dont Davent, partirent ensuite à Paris et continuèrent à y produire des estampes,.
Au préalable, le seul graveur important en France était Jean Duvet, un orfèvre dont le style hautement personnel semblait se situer entre celui de Dürer et de William Blake. Toute la surface de ses plaques était utilisée ; il ne dessinait pas d'un mode conventionnel, mais elles possédaient une forte intensité, à l'opposé de l'élégance langoureuse des estampes de Fontainebleau, qui furent les plus influentes sur la gravure française. Ses estampes datent d'entre 1520 et 1555, et alors qu'il avait soixante-dix ans, il finit son chef-d'œuvre : les vingt-trois estampes de l'Apocalypse,,.

#### Aux Pays-Bas

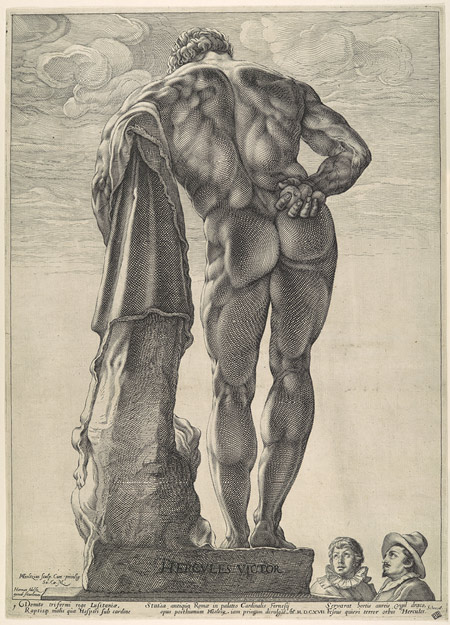
L'Hercule Farnèse de Hendrik Goltzius.

Cornelis Cort était un graveur d'Anvers, formé dans la maison d'édition de Cock, qui avait un style retenu mais vigoureux et était excellent pour représenter des effets lumineux dramatiques. Il arriva en Italie et en 1565 fut engagé par Titien pour produire des estampes de ses peintures. Ce dernier eut beaucoup de mal à obtenir le résultat souhaité ; il réalisa que Cort ne pouvait pas travailler depuis les peintures seules alors il réalisa des dessins spécialement pour lui. Cela finit par être grandement efficace ; à la suite de la mort du maître italien, Cort déménagea à Rome et y enseigna à une grande partie des graveurs les plus talentueux de la génération suivante, en particulier Hendrik Goltzius, Francesco Villamena et Augustin Carrache, le dernier artiste important ayant résisté à la mouvance de l'eau-forte.
Goltzius exploita au maximum la technique de Cook. À cause d'un accident survenu dans son enfance, il utilisait son bras entier pour dessiner, et son utilisation des lignes grossies, qui change le profil du burin pour épaissir ou diminuer la ligne comme s'il bougeait, est unique. Il était extraordinairement prolifique ; la qualité artistique, sinon technique, de son œuvre est très variable, mais ses estampes les plus fines anticipent l'énergie de Rubens, et sont aussi sensuelles dans leur utilisation de la ligne que dans ses peintures,.
À la même époque, Pieter Brueghel l'Ancien, un autre artiste formé par Cort s'en étant éloigné pour peindre, produisait des estampes dans un style totalement différent : très bien conçu, mais gravé très simplement. Il ne réalisa qu'une eau-forte lui-même, un superbe paysage, Les Chasseurs de lapins, mais produisit de nombreux dessins pour que les spécialistes d'Anvers travaillassent sur la vie paysanne, les satires et les événements notables.
Pendant ce temps, de nombreux autres graveurs des Pays-Bas continuèrent à produire un grand nombre d'estampes de reproduction et d'illustration de qualité et de beauté très variables. Il y eut de notables dynasties, souvent aussi bien éditeurs qu'artistes, tels que la famille Wierix, les Saenredam et les Sadeler. Philippe Galle fonda une longue lignée de graveurs. Théodore de Bry se spécialisa dans l'illustration de livres sur les nouveaux territoires colonisés.

### XVIIesiècle

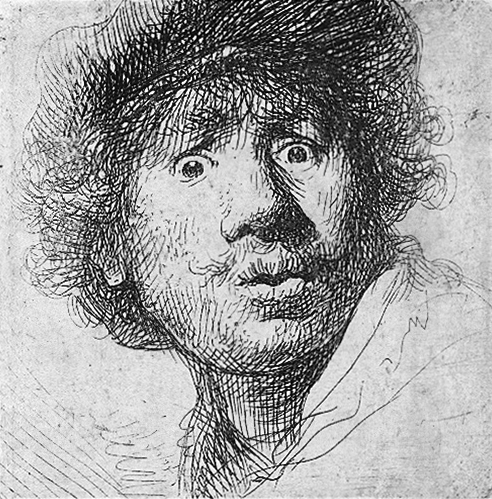
Rembrandt aux yeux hagards, autoportrait de Rembrandt, 1630.

Le XVIIe siècle vit une augmentation continue dans le volume de gravure commerciale et de reproduction. Rubens, comme Titien avant lui, eut beaucoup de mal à faire s'adapter les graveurs formés dans son atelier au style particulier qu'il souhaitait, si bien que beaucoup d'entre eux trouvèrent qu'il leur en demandait trop et partirent. La génération après lui fut assez nombreuse, avec des graveurs largement disséminés et avec des styles très individuels et personnels ; l'eau-forte devint la technique la plus courante de ces artistes.
Rembrandt acheta une presse pour l'installer chez lui à l'époque où il commençait à prospérer. Il produisit un grand nombre d'eaux-fortes jusqu'à sa banqueroute, à l'occasion de laquelle il perdit maison et presse. Heureusement, ses estampes avaient toujours été précieusement conservées et ce qui semblait être une grande proportion de ses états intermédiaires ont survécu, parfois en un seul ou deux exemplaires. Il était clairement très directement impliqué dans le processus d'impression lui-même, et essuyait probablement l'encre des plaques lui-même afin de produire des effets de « ton de surface » sur plusieurs impressions. Il expérimentait continuellement avec les effets des différents supports papier. Les sujets de ses estampes étaient plus diversifiés que pour ses peintures, avec beaucoup de paysages purs, d'auto-portraits plus fantasques que ceux peints, de sujets érotiques (mais jamais obscènes) et de nombreux sujets religieux. Il s'intéressa de plus en plus aux forts effets de lumière et aux arrière-plans très noirs. Sa réputation de plus grand aquafortiste de l'histoire fut établie de son vivant et jamais remise en question par la suite. Peu de ses peintures quittèrent la Hollande où il vécut mais ses estampes purent circuler dans toute l'Europe et sa réputation internationale est basée sur celles-ci,,.
Beaucoup des autres artistes de l'Âge d'or de la peinture néerlandaise produisirent des estampes originales de qualité, restant principalement dans les mêmes catégories de genre que leurs peintures. Les excentriques Hercules Seghers et Jacob van Ruisdael réalisèrent des paysages quoique de faible quantité ; Nicolaes Berchem et Karel Dujardin en firent eux dans un style italianisant, avec des animaux et du staffage ; Adriaen van Ostade grava lui des scènes de genre avec des paysans. Aucun n'était réellement très prolifique, mais le type de sujet le plus populaire était le paysage italianisant ; Berchem eut lui plus de revenus grâce à ses gravures qu'à ses peintures,.

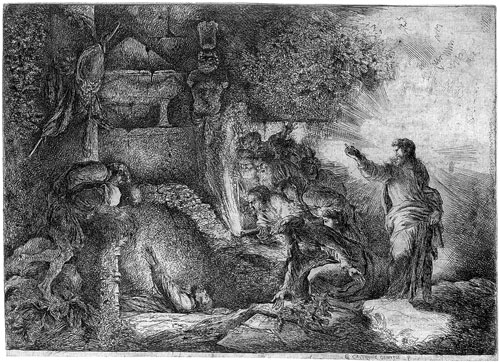
La Résurrection de Lazare, de Giovanni Benedetto Castiglione, eau-forte.

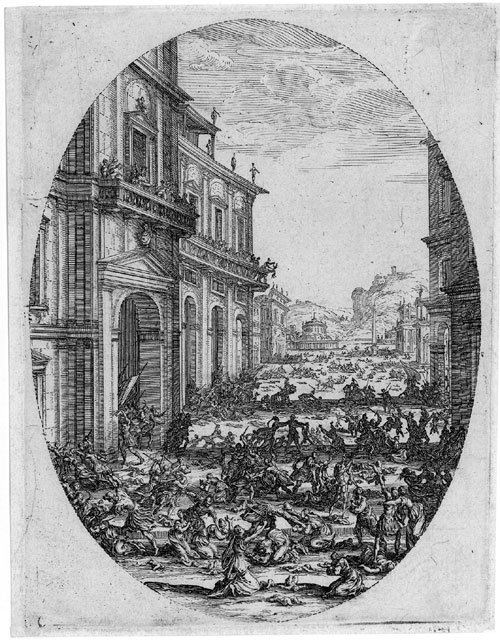
Le Massacre des Innocents, de Jacques Callot.

Giovanni Benedetto Castiglione grandit à Gênes et fut grandement influencé par les séjours qu'y firent Rubens et Antoine van Dyck quand il n'était encore qu'un jeune artiste. Sa technique d'eau-forte était extrêmement fluide, et il répétait sur tous les supports les mêmes quelques sujets dans un grand nombre de compositions totalement différentes. Ses premières estampes incluent un certain nombre de traitements brillants des thèmes classiques et pastoraux, tandis que les sujets religieux prévaudront par la suite. Il produisit une grande série de petites têtes d'hommes vêtus de façon exotique souvent destinées à être utilisées par d'autres artistes. Il innovait beaucoup techniquement, inventant le monotype ainsi que l'étude à l'huile, cherchant à en faire un produit final. De même que Rembrandt, il était intéressé par les effets de clair-obscur et avait de nombreuses approches différentes pour les exploiter,.
José de Ribera pourrait avoir appris la technique de l'eau-forte à Rome, mais sa petite trentaine d'estampes furent réalisées à Naples dans les années 1620, sa carrière comme peintre étant alors au plus bas. Quand il recommença à recevoir des commandes de peinture, il ne cessa pas de graver pour autant. Ses plaques furent vendues après sa mort à un éditeur romain, qui sut les exploiter commercialement bien mieux que Ribera. Son style puissant et direct se développa presque immédiatement et ses sujets et son style restèrent proches de ceux de ses peintures.
Jacques Bellange était un peintre de cour dans le duché de Lorraine, une contrée sur le point de disparaître lors de la guerre de Trente Ans, peu après sa mort. Aucune de ses peintures n'a semble-t-il survécu. Ses gravures, principalement de sujet religieux, étaient des extravagances baroques qui furent considérées avec horreur par la plupart des critiques du XIXe siècle mais revinrent à la mode avec force. Il fut le premier graveur important de Lorraine et influença très probablement le jeune Jacques Callot, qui demeurait en Lorraine mais publiait à Paris, où il eut une très grande influence sur la gravure française,,.
Les innovations techniques de Callot pour améliorer les recettes de l'eau-forte furent cruciales pour permettre à cette technique de rivaliser avec le détail pouvant être obtenu avec la gravure sur bois ou à la pointe sèche, ce qui, sur le long terme, provoqua la fin de la gravure artistique au burin ou à la pointe sèche. Auparavant, la surface des plaques utilisées en eau-forte n'était pas fiable et les artistes ne pouvaient pas se permettre de prendre le risque de faire de trop gros efforts, l'œuvre pouvant être endommagée par des fuites. De même, faire de multiples morsures successives, permettant de donner aux lignes des profondeurs différentes en variant la durée d'exposition à l'acide, était trop risqué. Callot lui-même montra le chemin de l'exploitation de nouvelles possibilités ; la plupart de ses eaux-fortes sont petites mais très détaillées, et il développa un sens du recul dans le paysage d'arrière-plan, avec de multiples petits traits pour rendre ce dernier plus léger que le premier plan. Il utilisa aussi une aiguille spéciale appelée « échoppe » pour produire des lignes plus épaisses comme celles produites par le burin ainsi que pour rehausser les lignes déjà gravées, ce qui devint une pratique commune chez les aquafortistes. Callot exploita une grande variété de sujets sur plus de 1 400 estampes, allant du grotesque à sa petite mais très puissante série Les Grandes Misères de la guerre. Abraham Bosse, un aquafortiste illustratif parisien popularisa les méthodes de Callot dans un manuel pour étudiants d'un très grand succès. Son propre travail fut un succès en ceci qu'il réussit à faire en sorte que les eaux-fortes ressemblassent complètement à des gravures pures, ce qui était son but déclaré. Il est par ailleurs très évocateur sur la vie française du milieu du siècle.

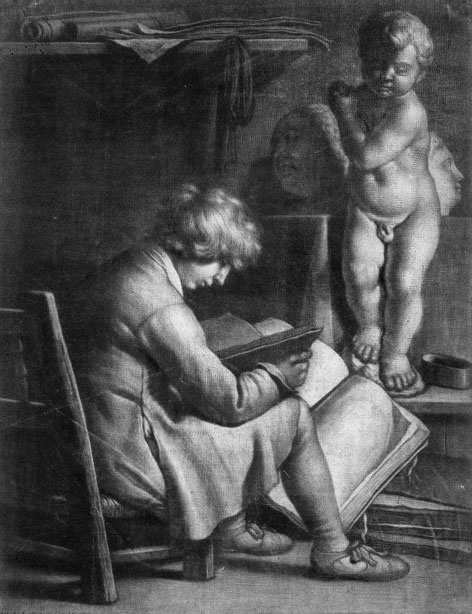
Une manière noire primitive de Wallerant Vaillant, assistant de Ludwig von Siegen.

Wenceslas Hollar était un artiste bohémien qui s'exila lors de la guerre des Trente Ans et s'installa en Angleterre. Il fut par la suite assiégé à la Basing House (en) lors de la Première Révolution anglaise avant de suivre son patron royaliste pour un nouvel exil à Anvers, où il travailla avec plusieurs grands éditeurs. Il réalisa un grand nombre d'eaux-fortes dans un style franchement réaliste, avec beaucoup de détails topographiques, de vues aériennes, de portraits, de costumes, d'activités et de passe-temps. Stefano Della Bella était en quelque sorte le pendant italien de Callot, produisant beaucoup de petites eaux-fortes très détaillées, mais aussi des œuvres plus grandes et libres, plus proches du dessin traditionnel italien,. Antoine van Dyck ne produisit qu'une grande série d'estampes de portraits de personnalités contemporaines intitulée Iconographia pour laquelle il ne réalisa que quelques-unes des têtes lui-même, mais dans un style brillant et qui eut une grande influence sur la gravure à l'eau-forte du XIXe siècle. Ludwig von Siegen était un soldat et courtier allemand qui inventa la technique de la manière noire, qui, dans les mains de meilleurs artistes que lui, devint une technique d'impression — principalement de reproduction — importante du XVIIIe siècle,.
Le dernier tiers du XVIIe siècle vit peu d'estampes originales de grand intérêt, bien que la gravure illustrative atteignit un grand niveau de qualité. Les estampes de portrait françaises, le plus souvent des copies de peintures, étaient les plus fines d'Europe et étaient souvent réellement brillantes, avec un mélange de plusieurs techniques de gravure pure et d'eau-forte sur la même œuvre. Les artistes les plus importants furent Claude Mellan, aquafortiste depuis les années 1630 et Jean Morin, dont ces mêmes mélanges eurent une grande influence sur les artistes des générations suivantes. Robert Nanteuil était le portraitiste graveur officiel de Louis XIV et réalisa plus de deux-cents portraits brillamment gravés de la cour et des personnalités françaises contemporaines.

### XVIIIesiècle

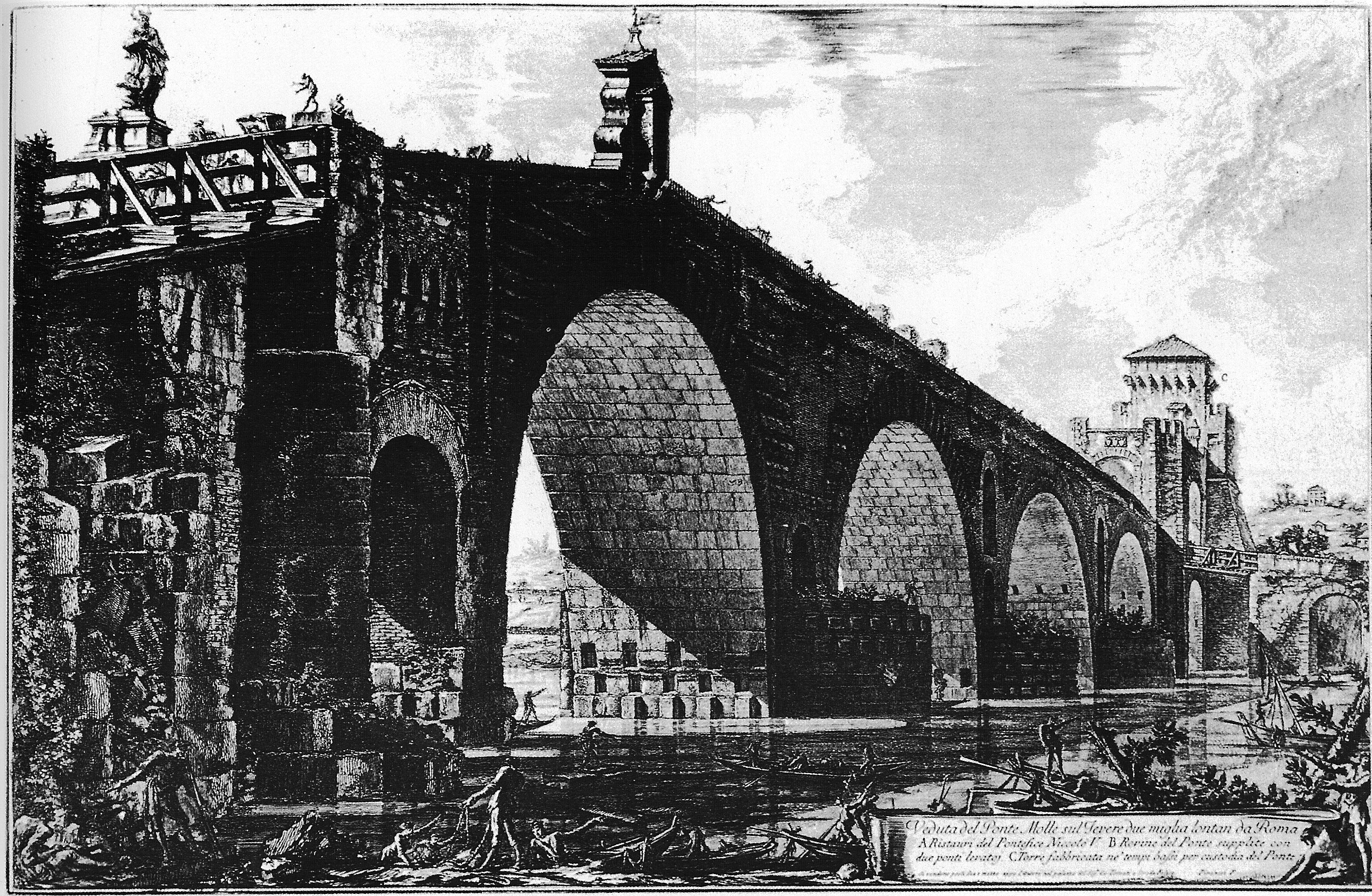
L'une des vues de Rome de Piranesi.

Le gravures grandement populaires de William Hogarth en Angleterre firent peu de cas des techniques d'effets d'impression ; il fit surtout des estampes de reproduction de ses propres peintures (ce qui était curieusement assez rare à l'époque) pour transmettre ses compositions morales très fournies le plus clairement possible. Il n'est pas possible de distinguer ces gravures des originales, si ce n'est en recherchant les peintures correspondantes. Il fixa un prix assez élevé pour viser les classes sociales moyennes et hautes, ce qu'il réussit très bien.
Canaletto était lui aussi un peintre à succès et bien que ses quelques estampes étaient des vedute, sa spécialité, elles restaient différentes de ses peintures et montraient que leur auteur était pleinement conscient des possibilités offertes par la technique de l'eau-forte. Piranesi était en premier lieu un graveur, qui innovait techniquement pour allonger la vie des plaques. Ses Vues de Rome, constituées de plus d'une centaine de grandes plaques, montrent une bonne connaissance de l'architecture romaine et moderne et exploitent brillamment le drame des anciennes ruines romaines et du baroque romain. Beaucoup d'estampes de vues romaines avaient déjà été réalisées auparavant, mais la vision de Piranesi devint la référence. Giambattista Tiepolo, vers la fin de sa longue carrière, produisit d'excellentes eaux-fortes, des caprices sans sujet de paysages de ruines classiques et de pins, staffées d'élégants groupes de belles jeunes gens, de philosophes en robe, de soldats ou de satyres. Des chouettes de mauvaise humeur surveillent la scène de haut. Son fils Domenico réalisa beaucoup plus d'eaux-fortes dans un style similaire, mais avec des sujets nettement plus conventionnels ; souvent, il faisait des reproductions des œuvres de son père.
Les moyens techniques mis à la disposition des graveurs de reproduction continuèrent à se développer, et beaucoup de superbes estampes très demandées furent produites par les spécialistes anglais de la manière noire, tels que John Raphael Smith et Jacob Christoph Le Blon et par les graveurs français qui mélangeaient diverses techniques. Les essais français de produire des estampes en couleur de haute qualité furent concluants à la fin du siècle, malgré leur coût. Les estampes pouvaient désormais ressembler à des dessins au crayon ou à l'aquarelle. Bien que des gravures originales furent également réalisées avec ces méthodes, peu d'artistes majeurs les utilisèrent,.

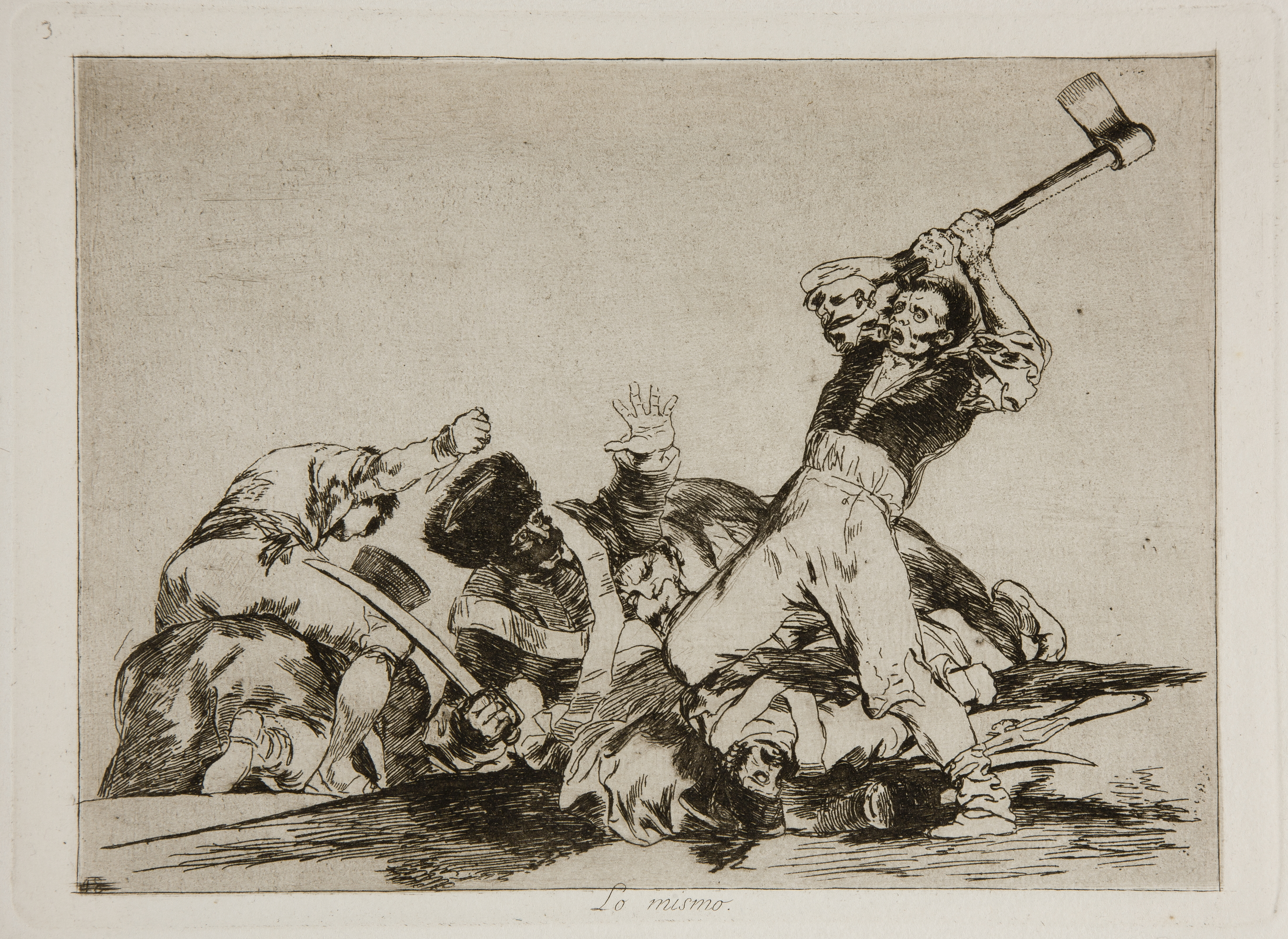
Les Désastres de la guerre no 3 : Lo mismo, aquatinte de Francisco de Goya.

L'avènement du roman créa une demande de petites mais très expressives illustrations. Beaucoup de Français s'en spécialisèrent mais le plus remarquable fut le germano-polonais Daniel Chodowiecki, qui en produisit plus d'un millier. Il suivit les tendances de son temps, avec le culte du sentiment et de la ferveur révolutionnaire et nationaliste du début du XIXe siècle.
Les superbes mais violentes aquatintes de Francisco de Goya semblent illustrer une fiction non encore écrite, mais leur sens peut être élucidé grâce à leur titre, quoique souvent jouant avec plusieurs sens, et par les divers commentaire de son auteur. Ses estampes montrent depuis très tôt le monde macabre qui n'apparaît que par de légères touches dans ses peintures. Les nombreuses gravures de Goya furent presque toutes publiées sous forme de série, dont les plus célèbres sont les Caprichos (1799), Les Désastres de la guerre (1810-1815) et les Disparates (1815-1819),.

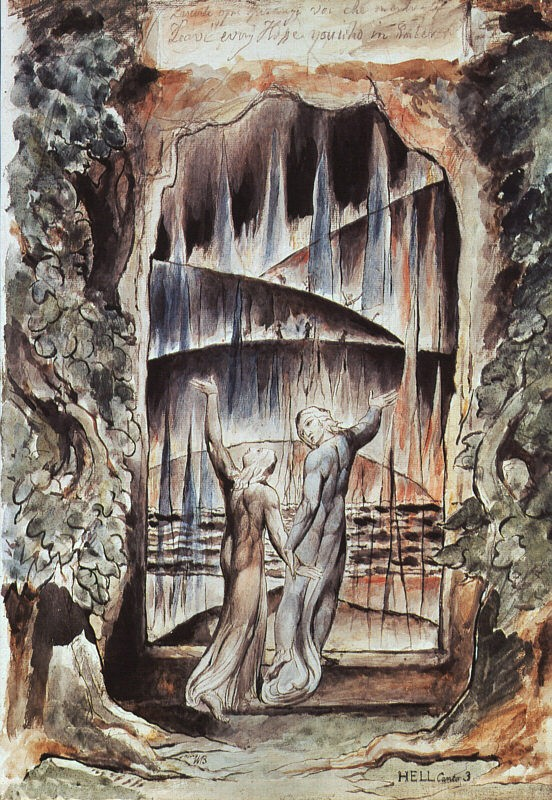
Dante et Virgile aux portes de l'enfer, de William Blake.

William Blake resta non conventionnel autant techniquement que dans les sujets abordés. Il fut pionnier dans un processus d'eau-forte en relief qui deviendrait plus tard la technique dominante de l'illustration commerciale pendant un temps. Beaucoup de ses estampes sont des pages pour ses ouvrages, avec des textes et des images sur la même plaque, à la manière des incunables xylographiques du XVe siècle,. Le mouvement romantique vit un renouveau de la gravure originale dans plusieurs pays, en particulier en Allemagne ; la plupart des membres du mouvement nazaréen étaient des graveurs. En Angleterre, John Sell Cotman réalisa de nombreuses eaux-fortes de paysages et d'édifices dans un style très direct. Joseph Mallord William Turner produisit plusieurs séries d'estampes dont l'une, Liber Studiorum, était constituée de soixante et onze eaux-fortes avec manière noire et influença beaucoup de peintres de paysage,.
On peut dire que la période des estampes de Vieux Maître s'achève avec les quelques eaux-fortes d'Eugène Delacroix. La gravure allait se renouveler avec puissance plus tard dans les XIXe et XXe siècles avec une grande variété de techniques,.